# Batocera lamondi
Batocera lamondi är en skalbaggsart som beskrevs av Rigout 1987. Batocera lamondi ingår i släktet Batocera och familjen långhorningar.
Artens utbredningsområde är Vanuatu. Inga underarter finns listade.